# Karel Zeman
Karel Zeman (Palermo, 28 de fevereiro de 1977) é um treinador de futebol italiano. É filho do também treinador Zdeněk Zeman.

## Carreira
Sem experiência como jogador, iniciou sua carreira em 2007 no Bojano, da Serie D nacional, saindo em março do ano seguinte por maus resultados.
Em 10 anos como técnico, Karel Zeman comandou apenas times das divisões baixas da Itália (Toma Maglie, Manfredonia, Fano e Selargius e Abano) e o Qormi (Malta). O clube mais famoso treinado por ele foi a Reggina, entre 2016 e 2017.